# Gratallops
Gratallops és una vila i municipi de la comarca del Priorat situat al centre de la comarca (a l'anomenat Priorat històric), envoltat, seguint la direcció de les agulles del rellotge i partint del nord, per la Vilella Alta, Torroja del Priorat, Porrera, Falset, Bellmunt del Priorat (ja al sud), el Molar, el Lloar i la Vilella Baixa.

## Etimologia
Contra el que l'etimologia popular ha cregut, la vila de Gratallops no és el lloc on agafés als llops una estranya picor que els obligués a gratar-se o a gratar alguna cosa, sinó que es tracta d'un altre origen. El poble també fa de Gratallops «el lloc d'on se sent udolar els llops», interpretació que seria més versemblant i que, a més, concordaria amb la gran presència del llop en general a tot Catalunya, i en especial per aquests entorns. L'escut municipal representa dos llops drets gratant un arbre. La llengua popular també podria haver confós en algun moment de la història dos verbs: el verb «glatir» (fer lladrucs aguts els gossos –i els llops–, udolar) amb el verb «gratar» (glata per grata). Cal destacar que són prou abundants en català els canvis de l en r, o al revés, per la proximitat d'aquestes consonants.
Tanmateix Gratallops i Gratallops (Pallejà), com en occità Gratalop serien formats per l'hipotètic preindoeuropeu gr-att passat a grata (roca, gres dur i silici) en gal o del gal crista > craita > crata (cresta) + *lupa de la vella arrel oronímica *lup-/*lop- (altura, elevació de terreny).

## Geografia
- Llista de topònims de Gratallops (Muntanyes, serres, collades, indrets, rius, fonts, edificis: cases, masies, esglésies, etc).

És un terme municipal, com molts del Priorat, orogràficament complex, amb tota una sèrie de barrancs afluents tots del riu de Montsant i les carenes que en delimiten les valls. Tot el límit de ponent, molt sinuós, està conformat pel mateix riu de Montsant, mentre que el sud, el marca un altre riu prou sinuós: el riu de Siurana, que també marca el tros sud del límit de llevant. Un tros del de llevant arriba a tocar del mateix poble de Gratallops. Després, cap al nord-est, s'enfila per les Pereroles fins a un turó de 424 msnm, seguint grosso modo unes carenes. Des d'aquest turó, i seguint també aproximadament unes altres carenes emprèn la direcció nord-oest, baixant primer fins al barranc del Metge i el Siurana, i després s'enfila cap a la Consolació, prop d'on ateny els 421 m, i a les envistes de la Vilella Baixa davalla cap al riu de Montsant, fent una volta cap a ponent per evitar el poble.
El poble és dalt la carena que separa les valls dels dos rius principals de la comarca: el de Montsant a ponent i el de Siurana a llevant. Aquests dos rius s'ajunten just a l'extrem sud-oest del terme de Gratallops. El Montsant és l'eix de la meitat occidental del terme. Entra procedent de la Vilella Baixa gairebé a l'extrem sud d'aquell poble, a uns 185 m alt., i discorre sinuós fins a l'aiguabarreig amb el de Siurana, que és a 95 m alt., al lloc conegut com los Dos Rius. Al llarg del seu pas pel terme de Gratallops va rebent tot de barrancs, tots per l'esquerra, ja que la banda dreta del riu no pertany a aquest terme: barranc de l'Obaga, barranc dels Socarrats, barranc de la Font Nova, barranc de les Manyetes… Tots aquests davallen de la serra on se situa el poble.
Pel costat de llevant, la vall del Siurana dins del terme de Gratallops també rep l'afluència d'uns quants barrancs. El de més al nord és el del Metge, que procedeix del terme de Torroja del Priorat, però s'uneix al Siurana dins del de Gratallops. El Siurana rep molts barrancs curts, que baixen de la serra on es troba el poble, i en el seu curs mitjà surt del terme de Gratallops per tornar-hi a entrar al cap de poc. Aquesta incursió és dins del terme de Porrera. Justament allí rep un afluent important: el riu de Cortiella. Dels afluents que baixen de Gratallops tan sols cal esmentar, ja a la part final, el barranc de les Guinarderes.
Gratallops és a 337 metres d'altitud, i fora de les esmentades en parlar dels límits del terme, no hi ha cap elevació significativa, tot i ser un terme prou accidentat amb serretes i valls. Tanmateix és destacable el Coll de la Vaca a poc més d'un km al nord del nucli.
Al barranc de la Font Nova hi havia hagut mines.

## Comunicacions
Travessa el terme de sud a nord la carretera T-710 (Falset-la Vilella Baixa), de la qual parteixen cap al nord-est, just al nord de Gratallops, la T-711 (T-710, a Gratallops-Torroja del Priorat) i cap a l'oest la T-712 (Gratallops-el Lloar).
Travessa el terme de Gratallops el GR-174, el Sender del Priorat, que enllaça les mateixes poblacions que les carreteres suara esmentades.

## Història i indrets del terme

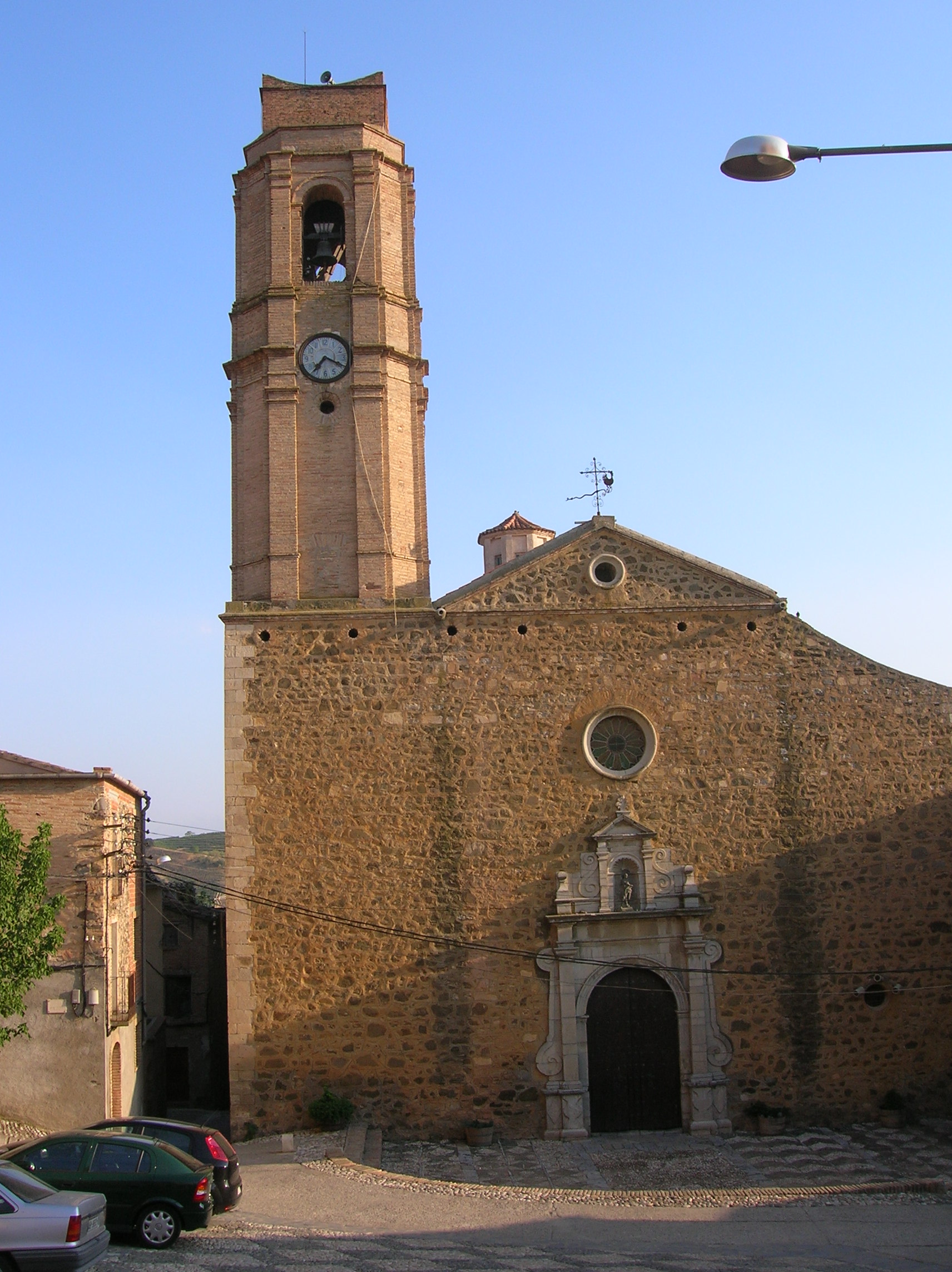
L'església

L'església parroquial està dedicada a Sant Llorenç. És d'estil Neoclàssic i va ser construïda al segle xviii. Té tres naus amb cor i cimbori. El campanar és adossat.
Un altre edifici destacat és el conegut com a Casa dels Frares. Era l'antiga residència dels monjos d'Escaladei, i té una portalada decorada amb elements renaixentistes. Als afores de la població hi ha l'ermita de la Mare de Déu de la Consolació. Conserva encara una part de l'edifici original romànic. El 1514 es va ampliar, l'obra va ser finançada per Pere Domènec, és d'estil de transició del Gòtic al Renaixement. L'ermita va ser incendiada el 1936.
Gratallops celebra la Festa Major el 10 d'agost, festivitat de Sant Llorenç; la Festa Major d'hivern és el 20 de gener, Sant Sebastià
Segons la tradició, la població s'hauria anomenat Vilanova del Pi. El territori figurà sota el nom de Siurana, fins al 1153, en què els cristians reocuparen aquelles terres. La primera referència documental és la Carta de Població datada l'any 1258, en la qual el Convent d'Escaladei donà a poblar el lloc i el terme de Gratallops. Va pertànyer al Comtat de Prades.
Des del segle xviii l'activitat principal és el conreu de la vinya i l'olivera, així com ametllers. Al segle xix també es conreen cànem, fruites i verdures. Des de 1917 disposa d'una cooperativa agrícola, encarregada d'elaborar vins sota la denominació d'origen Priorat. Des de finals dels anys 80, els vins de Gratallops han adquirit molt de prestigi, i han arribat a assolir una celebritat a l'exterior. Una part important de la producció vinícola és dedicada a l'exportació.
En esclatar la Guerra Civil espanyola s'organitzà un Comitè Revolucionari que decretà una col·lectivització de les terres de conreu, obrint-se una cooperativa de consum a la que calia anar a comprar amb moneda pròpia, encunyada pel serraller. El retaule i les imatges de l'església van ser cremats en una foguera, conjuntament amb figures i objectes de culte de les cases particulars. L'arxiu municipal també va ser cremat, tot i que es conservà el registre civil. De les quatre campanes se'n van endur tres, destinades a la construcció de material bèl·lic. Malgrat tot, no es produí cap assassinat; sinó que el mateix comitè proporcionà un cotxe per tal que fugissin dos preveres (Mn. Enric Domènec Baiges, rector del poble, i el seu germà Josep, que impartia uns exercicis espirituals).
Davant la imminència de la batalla de l'Ebre, el gros de la XI Brigada Internacional acampà per diversos llocs del poble. El futur mariscal Tito s'allotjà a cal Guiamet (on també s'aposentà la intendència general) i a cal Xicolí s'instal·là un polvorí. Un Me-109 s'estavellà al poble; i cap el Nadal de 1938 l'aviació franquista bombardejà la població. En retirar-se les tropes republicanes varen volar el pont sobre el riu Siurana situat entre els termes de Gratallops i Falset.
El beat Pere Tarrés escriu diverses notes de "El meu diari de Guerra" a Gratallops, per on passà mentre servia com a metge de l'Exèrcit Republicà a la Guerra Civil espanyola.

## Demografia
| 1497 f | 1515 f | 1553 f | 1717 | 1787  | 1857  | 1877 | 1887 | 1900 | 1910 |
| ------ | ------ | ------ | ---- | ----- | ----- | ---- | ---- | ---- | ---- |
| 53     | 59     | 65     | 237  | 1.005 | 1.146 | 903  | 984  | 706  | 662  |

| 1920 | 1930 | 1940 | 1950 | 1960 | 1970 | 1981 | 1990 | 1992 | 1994 |
| ---- | ---- | ---- | ---- | ---- | ---- | ---- | ---- | ---- | ---- |
| 644  | 493  | 427  | 415  | 360  | 296  | 275  | 252  | 239  | 239  |

| 1996 | 1998 | 2000 | 2002 | 2004 | 2006 | 2008 | 2010 | 2012 | 2014 |
| ---- | ---- | ---- | ---- | ---- | ---- | ---- | ---- | ---- | ---- |
| 221  | 218  | 232  | 228  | 222  | 246  | 257  | 263  | 259  | 243  |

| 2016 | 2018 | 2020 | 2022 | 2024 | 2026 | 2028 | 2030 | 2032 | 2034 |
| ---- | ---- | ---- | ---- | ---- | ---- | ---- | ---- | ---- | ---- |
| 237  | 226  | 237  | 236  | 229  | -    | -    | -    | -    | -    |

## Política

### Eleccions al Parlament de Catalunya del 2012
| Candidatura | Candidatura   | Cap de llista          | Vots | Regidors | % vots |
| ----------- | ------------- | ---------------------- | ---- | -------- | ------ |
|             | CiU           | Artur Mas              | 54   |          | 33,96  |
|             | ERC           | Oriol Junqueras        | 38   |          | 23,89  |
|             | PPC           | Alicia Sánchez-Camacho | 19   |          | 11,94  |
|             | CUP           | David Fernández        | 14   |          | 8,8    |
|             | PSC           | Pere Navarro           | 12   |          | 7,54   |
|             | ICV-EUiA      | Joan Herrera           | 6    |          | 3,77   |
|             | C's           | Albert Rivera          | 3    |          | 1,88   |
|             | Vots en blanc |                        | 3    |          | 1,88   |
|             | Altres        |                        | 10   |          | 7,55   |
| Total       | Total         | 160                    | 160  |          | 86,49  |

## Cellers

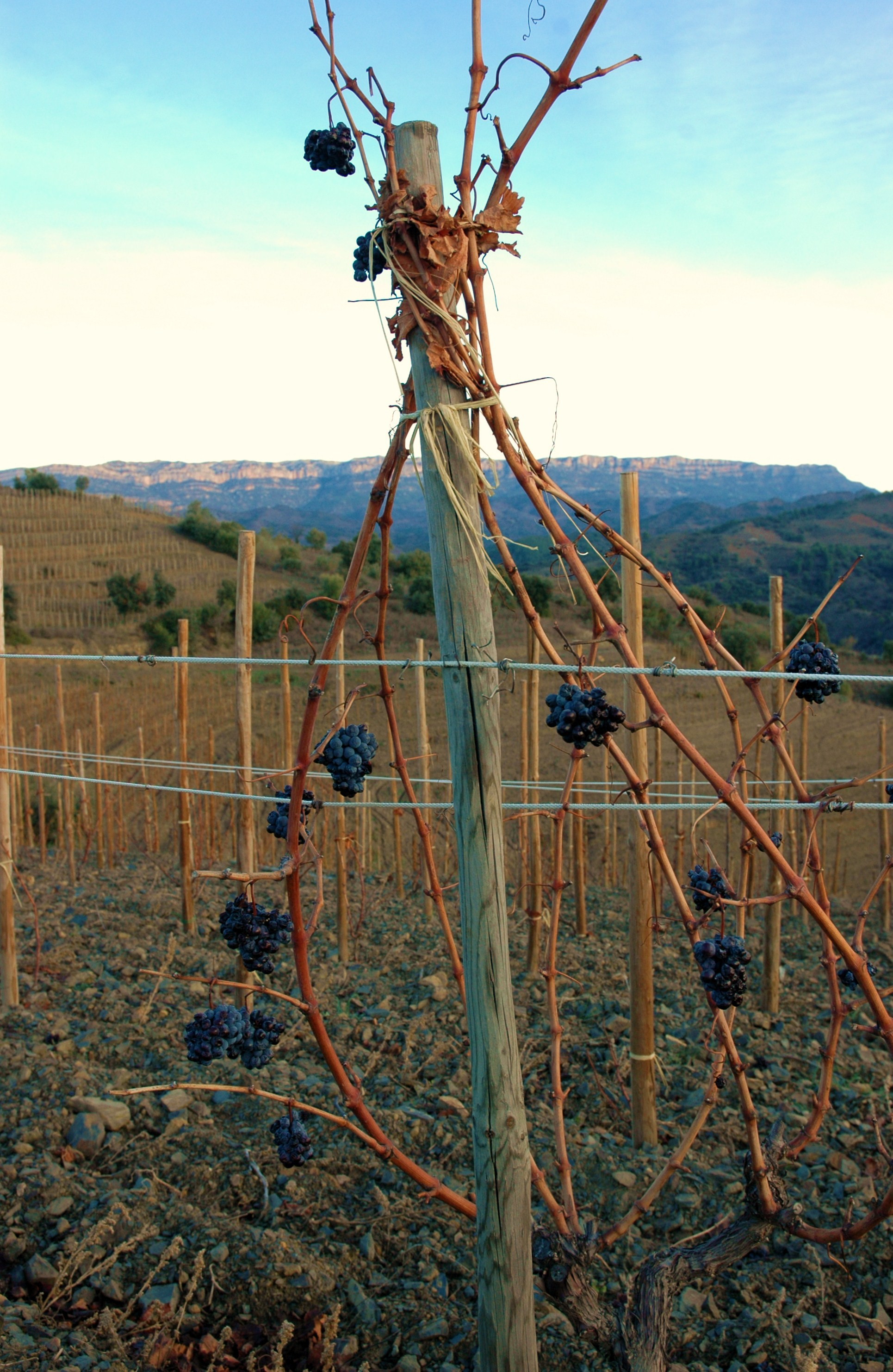
Cep despullat al gener del Clos Mogador al terme de Gratallops

- Álvaro Palacios
- Arrels del Priorat
- Bodegas B.G.
- Buil i Giné
- Celler Balaguer i Cabré
- Celler Cecilio
- Celler Cesca Vicent
- Celler Costers del Ros
- Celler Devinssi
- Cellers Ripoll Sans
- Clos Aubaga
- Clos Figueras
- Clos i Terrasses
- Clos Mogador
- Costers del Siurana
- Gratavinum
- Mas Igneus
- Meritxell Pallejà
- Saó del Coster
- Puig Priorat
- Trossos del Priorat
- Vinícola del Priorat